# Giacomo Agostini
Giacomo Agostini (Brescia, 16 juni 1942) is een Italiaans voormalig motorcoureur. Hij werd geboren in Brescia, maar groeide op in de omgeving van Bergamo.

## Carrière als motorcoureur
Giacomo begon zijn motorcarrière met heuvelklim-wedstrijden, onder andere op een 175cc-Moto Morini, maar kreeg in 1964 een contract aangeboden bij het raceteam van Moto Morini, waar hij Tarquinio Provini verving. Hij werd in dat jaar Italiaans 250cc-kampioen. Zijn prestaties trokken de aandacht van graaf Domenico Agusta, eigenaar van MV Agusta, en al in 1965 reed "Ago" zowel in de 350- als de 500cc-klasse op deze motoren. Hij werd er de leerling van de grote Mike Hailwood. Hailwood, die op de MV Agusta in 1965 wereldkampioen in de 350- en 500cc-klasse was geworden, vertrok echter in 1966 naar Honda, wat voor Agostini de weg vrij maakte om de wereldtitel in de 500cc-klasse binnen te slepen. Dit kwam deels ook omdat Hailwood met de 500cc-Honda RC 181 geen vuist kon maken. In de 350cc-klasse reed Hailwood met de Honda RC 165 zescilinder en werd er wereldkampioen mee. Ook in 1967 werd Giacomo Agostini wereldkampioen in de 500cc-klasse met MV Agusta 500 3C. In 1968 stopte Honda plotseling met motorraces, terwijl Mike Hailwood al een contract had. Dat verbood hem deel te nemen aan grand prix-wedstrijden, waardoor Agostini zowel in de 350- als in de 500cc-klasse wereldkampioen werd met MV Agusta. In de vier daarop volgende jaren werd Agostini wederom wereldkampioen. In 1973 kon Giacomo Agostini de 350cc-wereldtitel nog veroveren, maar de 500cc-titel moest hij overlaten aan zijn teamgenoot Phil Read, met wie hij op enigszins gespannen voet stond.

### 1965
In het seizoen 1965 had MV Agusta in de 500cc-klasse geen enkele concurrentie. Andere coureurs konden beschikken over de verouderde Britse eencilinders Matchless G50 en Norton Manx. In de 350cc-klasse lag het anders: Jim Redman was al in drie opeenvolgende jaren wereldkampioen geworden op de Honda viercilinders. Daarom had MV Agusta de viercilinder MV Agusta 350 4C vervangen door de driecilinder MV Agusta 350 3C. Waarschijnlijk moest Agostini zich richten op de 350cc-klasse, zodat Mike Hailwood de 500cc-titel kon grijpen. Agostini ging dan ook niet naar de GP van de USA, want daar reed zijn klasse niet. In de GP van Duitsland won Agostini de 350cc-race voor Hailwood, in de 500cc-race was het andersom. Tijdens de TT van Man was debutant Agostini erg in het nadeel. Hij kende het 60km-lange circuit nog niet, terwijl Mike Hailwood daar al 24 starts had gehad. Tijdens de 500cc-Senior TT kwam hij ten val, in de 350cc-Junior TT werd hij derde achter Jim Redman (Honda) en Phil Read (Yamaha). Tijdens de TT van Assen werd hij in de 500cc-race op ruime achterstand tweede achter Hailwood en in de 350cc-race derde achter Redman en Hailwood. In de Belgische GP startte de 350cc-klasse niet. Hailwood won de 500cc-race voor Agostini. Zo ging het ook in de 500cc-klasse van de GP van de DDR, waar Hailwood al wereldkampioen 500 cc werd. In de 350cc-klasse vielen ze echter allebei uit. Redman won en nam een behoorlijke voorsprong in de WK-stand. In de 350cc-race van de GP van Tsjecho-Slowakije vielen ze ook allebei uit. Omdat Hailwood al 500cc-kampioen was en de MV Agusta 350 3C erg onbetrouwbaar bleek, ging MV Agusta niet naar de Ulster Grand Prix. Redman kwam ten val en profiteerde daar dus niet van. Hij brak een sleutelbeen en kon niet starten in de GP van Finland. Daar won Agostini beide klassen (Hailwood kwam ook niet aan de start). Redman verscheen ook niet in de GP des Nations. Agostini won de 350cc-race, waardoor hij in de WK-stand in punten op gelijke hoogte met Redman kwam. Door de streepresultaten had Redman nog een klein voordeel. Als Agostini de GP van Japan zou winnen, had Redman aan de tweede plaats genoeg.
De 350cc-klasse had in 1965 9 wedstrijden, maar de beste 5 resultaten telden:
| 350 cc   | Punten | DUI | MAN | NED | DDR | TSJ | ULS | FIN | NAT |
| -------- | ------ | --- | --- | --- | --- | --- | --- | --- | --- |
| Redman   | 32     | 0   | 8   | 8   | 8   | 8   | 0   | 0   | 0   |
| Agostini | 32     | 8   | 4   | 4   | 0   | 0   | 0   | 8   | 8   |

Rood = streepresutaat
Geel = extra streepresultaat na de GP van Japan
Agostini's taak was duidelijk: winnen. Hailwood moest Redman van de tweede plaats af houden. Hailwood bleef Redman voor, maar Ago's machine liep slecht door ontstekingsproblemen en hij werd slechts vijfde. Redman werd 350cc-wereldkampioen, Agostini werd tweede.

### 1966 (eerste wereldtitel)
Zowel Honda als MV Agusta brachten in het seizoen 1966 nieuwe wapens in de strijd. Voor Honda waren dat Mike Hailwood en de nieuwe 500cc-viercilinder Honda RC 181. MV Agusta bracht ook een 500cc-driecilinder, de MV Agusta 500 3C, die echter slechts 420 cc mat omdat het een opgeboorde 350 3C was. De machine werd alleen in de TT van Assen gebruikt. Agostini had geen teamgenoot, Hailwood werd hier en daar nog ondersteund door Redman, die eigenlijk "non riding captain" van het Honda-team was, maar die ook nog een 500cc-titel wilde halen. 
Honda had wellicht het sterkste team, met Hailwood en Redman in de 350- en de 500cc-klasse. Redman won de eerste twee 500cc-races, waarin Hailwood echter niet scoorde en Agostini tweede werd. Agostini's MV Agusta 500 4C had grote moeite met de Honda RC 181, maar Redman brak tijdens de GP van België een arm, waardoor zijn seizoen over was. Hailwood, die niet eens altijd in de 500cc-races kon starten omdat hij ook nog 250- en 350cc-reed, kon de achterstand op Agostini niet meer goedmaken, ondanks drie GP-overwinningen. In de Ulster Grand Prix werd Agostini op anderhalve minuut gereden. Daar werd Hailwood ook al 350cc-wereldkampioen.
Voor de GP des Nations had Agostini in de 500cc-klasse bruto 46 punten gescoord, maar omdat er met streepresultaten werd gewerkt (de beste vijf van negen races telden) waren dat er netto 34. Hailwood stond op 30 punten. Als Agostini zou winnen zou hij maximaal 2 punten kunnen scoren. Hailwood moest dus winnen, maar hij viel uit door een gebroken krukas en Giacomo Agostini werd voor het eerst wereldkampioen. 

### 1967 (tweede wereldtitel)
Al vroeg in het seizoen 1967 leek het te rommelen tussen Giacomo Agostini en MV Agusta. Het ging niet goed met Ago, die wel wedstrijden won, maar vooral omdat Hailwood's Honda's vaak uitvielen. Agostini startte niet in de voorjaarsrace in Rimini omdat hij ziek zou zijn, maar hij liep in dat weekend wel kerngezond door het rennerskwartier. Waarschijnlijk wilde Graaf Agusta geen gezichtsverlies lijden op eigen bodem maar er gingen ook geruchten dat Agostini "voor straf" niet mocht rijden omdat hij de 350cc-Grand Prix van Duitsland niet gewonnen had. Omdat het ene gerucht het andere aanwakkerde werd er daarna ook gesproken over een vertrek van Agostini naar Gilera. Gilera riep echter al vier jaar lang dat het terug zou keren naar de GP's, maar het kwam er nooit van.
In de 500cc-klasse werd Agostini - nu met de driecilinder MV Agusta 500 3C - opnieuw wereldkampioen, niet zozeer omdat hij sneller was dan Hailwood met de Honda RC 181, maar omdat Hailwood vaak technische problemen had. In de laatste race, de GP van Canada, kon Hailwood nog wereldkampioen worden als hij zou winnen en Agostini geen enkel punt scoorde. Dat gebeurde niet: Hailwood won wel, maar Agostini werd tweede.
In de 350cc-klasse kon hij Hailwood met de zescilinder Honda RC 174 niet volgen. In de eerste races had hij zelfs grote moeite om Renzo Pasolini met de Benelli 350 4C achter zich te houden. Na de TT van Assen trok Benelli zich echter terug. In de laatste races kwam Hailwood, die al wereldkampioen was, niet aan de start in de 350cc-klasse omdat hij ook in de 250- en de 500cc-klassen reed.
| Mike Hailwood en Giacomo Agostini in Assen (1965)                                                                           |
| De MV Agusta 500 3C was in 1967 een échte 500cc-machine en niet meer de tot 420 cc opgeboorde MV 350 3C van het jaar ervoor |
| Tijdens de Asser TT van 1967 volgde Hailwood Agostini acht ronden lang om vervolgens te winnen                              |
| MV Agusta 500 3C uit 1973                                                                                                   |
| MV Agusta 500 4C uit 1973                                                                                                   |
| TT Assen 1974: Agostini voor Teuvo Länsivuori en Gianfranco Bonera                                                          |
| Agostini's YZR 500 uit 1975                                                                                                 |
| Agostini in 1976 op de Nürburgring met de Marlboro-Api-MV Agusta 350 3C                                                     |

### 1968 (derde en vierde wereldtitel)
In het seizoen 1968 trok Honda zich terug. Iedereen wist dat een saai seizoen zou volgen omdat de wereldtitels al praktisch vast stonden: De zijspanklasse voor BMW, de 50cc-klasse voor Suzuki, de 125- en de 250cc-klasse voor Yamaha en de 350- en de 500cc-klasse voor MV Agusta. 
Agostini had dan ook in beide klassen geen enkele tegenstand. Die had moeten komen van de Benelli 500 4C (die maar een enkele keer aan de start kwam) en de Benelli 350 4C, die slechts in de helft van de races aan de start verscheen. Verder kwam de tegenstand in de 500cc-klasse van antieke Matchless G50's en Norton Manxen. Agostini's motorfietsen bleken ook betrouwbaar: hij won in beide klassen alle races.

### 1969 (vijfde en zesde wereldtitel)
Ook in het seizoen 1969 hadden Agostini en MV Agusta geen tegenstand. Agostini won opnieuw alle races waarin hij startte. MV Agusta nam niet de moeite om naar de laatste twee GP's te gaan, waardoor Alberto Pagani en Godfrey Nash ook een race konden winnen. 

### 1970 (zevende en achtste wereldtitel)
In het seizoen 1970 begonnen de eerste tweetaktmotoren weer in de 500cc-klasse te verschijnen. Die waren veelal afgeleid van gewone straatmotoren, zoals de Kawasaki H 1 R. Ook verschenen er Yamaha's, maar dat waren licht opgeboorde 350cc-machines. Voor Agostini was dat allemaal geen enkele bedreiging. In de 350cc-klasse presteerden Kel Carruthers en Renzo Pasolini goed met de Benelli 350 4C, maar ook zij konden alleen strijden om de tweede plaats. In de laatste twee races kreeg Aermacchi-coureur Angelo Bergamonti MV Agusta's. Hij won beide klassen in de GP van Spanje, waar Agostini niet startte.

### 1971 (negende en tiende wereldtitel)
Nog voor het seizoen 1971 van start ging verongelukte Ago's nieuwe teamgenoot Angelo Bergamonti in Riccione. MV Agusta had inmiddels de 350cc-zescilinder 350 6C klaar, wellicht als wapen tegen de Benelli 350 4C of de Yamaha TR 2, maar de machine bleek niet nodig te zijn. Benelli kwam zelfs helemaal niet meer aan de start. In de 500cc-klasse werden meer en meer van toermotoren afgeleide racers ingezet, behalve de Kawasaki nu ook de Suzuki T 500. Maar ook daar had Agostini geen last van. Hij won in beide klassen alle races waarin hij finishte. Aan het einde van het seizoen kreeg hij opnieuw een teamgenoot: Alberto Pagani.

### 1972 (elfde en twaalfde wereldtitel)
Ago's nieuwe teamgenoot Alberto Pagani startte vrijwel uitsluitend in de 500cc-klasse, waar hij steeds tweede werd achter Agostini, behalve als deze uitviel. In de 350cc-klasse schakelde Agostini vanaf de GP van Oostenrijk af en toe over op de nieuwe viercilinder 350 4C, vooral om Jarno Saarinen met de nieuwe fabrieks-Yamaha YZ 634 voor te blijven. Saarinen was in de eerste twee GP's ook sneller geweest. Dat was de reden dat MV Agusta vanaf de GP des Nations oud-wereldkampioen Phil Read voor de 350cc-klasse aantrok om Agostini te steunen. Agostini bleef echter met de 350 3C rijden omdat hij die betrouwbaarder achtte. Hij werd in beide klassen opnieuw wereldkampioen. 

#### Gilberto Parlotti
Het dodelijke ongeval van Gilberto Parlotti tijdens de Lightweight 125 cc TT van 1972 had grote gevolgen voor Agostini, MV Agusta en de Isle of Man TT. Parlotti had in 1971 geweigerd op het eiland Man te rijden vanwege het gevaarlijke circuit, maar nu hij aan de leiding van het 125cc-kampioenschap stond moest hij wel. Hij verongelukte in de tweede ronde bij de Verandah. Agostini, Read en Rodney Gould verklaarden nooit meer op Man te rijden. Jarno Saarinen, Ángel Nieto, Renzo Pasolini, Kent Andersson, Börje Jansson, Dave Simmonds en Dieter Braun hadden dat een jaar eerder al gedaan. Het was waarschijnlijk ook de reden dat Alberto Pagani zijn carrière beëindigde en vanaf 1973 teammanager bij MV Agusta werd. De boycot van de toprijders zorgde ervoor dat de TT vanaf het seizoen 1977 haar WK-status verloor.

### 1973 (dertiende wereldtitel)
In het seizoen 1973 kreeg Agostini te maken met tegenslag. De Japanse concurrentie begon ook sterker te worden: Suzuki bracht onder druk van haar importeurs de Suzuki TR 500-racer uit, nog steeds luchtgekoeld en gebaseerd op de Suzuki T 500. Yamaha vormde nog een grotere bedreiging met de watergekoelde viercilindertweetakt Yamaha YZR 500, bestuurd door Jarno Saarinen en Hideo Kanaya. Voor de 350cc-klasse bracht Yamaha de eveneens vernieuwde OW 16 (YZR 350). Na de dood van Saarinen en Renzo Pasolini tijdens de GP des Nations trok Yamaha haar fabrieksteam terug. Teuvo Länsivuori, die ook een OW 16 had, was echter in dienst van de Finse importeur Arwidson en hij vormde een ernstige bedreiging voor Agostini in de 350cc-klasse. Al in de eerste race, de GP van Frankrijk, waren de Yamaha's in beide klassen snel in de trainingen. Saarinen won de 500cc-race met zijn YZR 500, Read werd tweede en Agostin, die een slechte start had, kwam ten val. Hij won wel de 350cc-race voor Read. In de GP van Oostenrijk waren de 500cc-Yamaha's van Saarinen en Kanaya zo snel, dat Agostini gewoon besloot te stoppen. Saarinen en Kanaya kozen hier voor de 250cc-race, maar MV Agusta kon niet profiteren. Read en Agostini vielen uit. In de 500cc-race van de Duitse GP won Read, maar Agostini, Saarinen en Kanaya vielen uit. Ook hier kozen Saarinen en Kanaya voor de 250cc-klasse, maar beide MV's vielen opnieuw uit. Agostini won de 350cc-race van de GP des Nations, maar in de 250cc-race verongelukten Saarinen en Renzo Pasolini. De 500cc-race ging niet door en Yamaha trok zich terug uit het wereldkampioenschap. Toen Agostini in de 500cc-TT van Assen uitviel door een defecte versnellingsbak, had hij in zeven GP's nog geen enkel punt gescoord. Read had twee overwinningen en een tweede plaats geschoord. Pas in de GP van België wist Ago voor het eerst te winnen, maar voor Read was dat geen bedreiging. Read moest veel meer rekening houden met Kim Newcombe en zijn tweetakt-König. In de GP van Zweden versloeg Read Agostini nipt, maar hij mocht zich wel wereldkampioen worden. Agostini liep een beenverwonding op tijdens een trainingsrit en kon daardoor in Spanje niet starten. Hij sloot het 500cc-kampioenschap af als derde achter Read en de inmiddels dodelijk verongelukte Kim Newcombe. In de 350cc-klasse was Read minder sterk. Hier moest Agostini alleen afrekenen met Yamaha-coureur Teuvo Länsivuori en dat lukte hem, zodat hij toch nog een wereldtitel kon bijschrijven.
Agostini tekende eind 1973 een contract bij Yamaha, dat hem de kans gaf ook in de Daytona 200 uit te komen. Agostini gaf zelf aan dat dit de belangrijkste reden was en dat hij zelfs aan MV Agusta-teamleider Corrado Agusta had gevraagd alleen voor die race op een ander merk te mogen starten. Yamaha had echter ook een vervanger nodig voor de verongelukte Jarno Saarinen. De sfeer tussen de MV Agusta-teamgenoten Agostini en Read was eind 1973 al om te snijden, en het feit dat Read een lucratief contract voor 1974 had gekregen zat Agostini ook niet lekker. Phil Read vond dat hij steun van een tweede rijder nodig had en had een voorkeur voor Dieter Braun. MV Agusta moest echter ook iemand hebben voor het Italiaanse kampioenschap en daarom werd het uiteindelijk Gianfranco Bonera.  

### 1974 (veertiende wereldtitel)
Met de Yamaha YZR 500 ging het in het seizoen 1974 nog niet goed. Zowel Agostini als Länsivuori vielen vaak uit. Agostini won twee GP's, waarvan de TT van Assen de meest overtuigende was: Agostini en Länsivuori werden eerste en tweede en versloegen de MV Agusta's van Read en Bonera. Tijdens de GP des Nations merkte hij dat de YZR 500 meer brandstof verbruikte, waardoor hij uitviel. De machine kreeg daarna een grotere tank. Tijdens de GP van Zweden brak Agostini een sleutelbeen, waardoor hij de volgende GP moest overslaan. Hij eindigde het 500cc-seizoen als derde achter beide MV Agusta's. In de 350cc-klasse ging het beter. Hij won vijf Grands Prix en stelde tijdens de GP van Joegoslavië zijn wereldtitel veilig.

### 1975 (vijftiende wereldtitel)
Al na enkele races in het seizoen 1975 was het duidelijk dat het contract met Phil Read door MV Agusta in 1976 niet verlengd zou worden. Read was zeer ontevreden over zijn machines en de sfeer in het team was zeer slecht. Daar stond tegenover dat Giacomo Agostini juist weer toenadering tot het team zocht. Tijdens de GP's was hij er regelmatig op bezoek en met name in de GP van Oostenrijk, waar hij in de zestiende ronde met zijn Yamaha was uitgevallen, zorgde hij nog tijdens de race voor wat gezelligheid bij het team van MV Agusta.
Agostini won de 500cc-Franse GP voor zijn teamgenoot Hideo Kanaya, een beetje geholpen door de onbekende Armando Toracca. Die verving Gianfranco Bonera als teamgenoot van Phil Read, maar hij dwong Read in een fel gevecht om de derde plaats, waardoor de Yamaha's een voorsprong konden nemen. In de 350cc-race werd iedereen verrast door de jonge debutant Johnny Cecotto, die de 250cc-race al had gewonnen en dat ook in de 350cc-klasse deed. Agostini werd tweede. In de 350cc-GP van Spanje wist Agostini Cecotto voor te blijven, maar in de GP van Oostenrijk viel hij in beide klassen uit door vastlopers. Agostini won de 500cc-GP van Duitsland, maar viel in de 350cc-race uit. Hij leidde de 500cc-GP des Nations van start tot finish, maar werd in de 350cc-race tweede achter Cecotto. In de 500cc-TT van Assen werd hij tweede achter Barry Sheene en in de 350cc-klasse slechts vierde, maar nog voor Cecotto, die vijfde werd. Toen Agostini in de 500cc-GP van Zweden een klapband kreeg, hield hij Phil Read in de strijd om het WK, maar Agostini won de 500cc-GP van Finland waar Read uitviel. Hij moest daar de 350cc-race winnen om Cecotto van de wereldtitel af te houden, maar dat lukte niet. Cecotto won voor Agostini. In de 500cc-GP van Tsjecho-Slowakije werd hij tweede achter Read, maar dat was voldoende om wereldkampioen te worden. In de 350cc-race viel hij in de vijfde ronde uit, waardoor Cecotto, die ook uitviel, zeker was van de wereldtitel. Yamaha en MV Agusta gingen niet naar de laatste GP in Joegoslavië. 

### 1976
In het seizoen 1976 stopte Yamaha met haar 500cc-fabrieksteam. Agostini begon het seizoen met MV Agusta's, maar onder de vlag van zijn eigen team ondersteund door tabaksfabrikant Philip Morris en olieproducent Api. Zo ontstond het Marlboro-Api-team met Giacomo en zijn veel jongere broer Felice als rijders. MV kreeg te maken met de nieuwe geluidsnormen van de FIM, maar leed daar nog niet erg onder omdat ze te laat werden ingevoerd en niet altijd werden gehandhaafd. Een test van MV zelf wees uit dat het vermogen van de MV Agusta 500 4C met de juiste demping terugviel van 110 naar 91 pk. De sterkste machine van het jaar, Barry Sheene's tweetakt-Suzuki RG 500, reed het hele seizoen met demping zonder merkbaar vermogensverlies.
Agostini reed in de 350cc-klasse op de vernieuwde MV Agusta 350 4C, maar werd door pech achtervolgd. Hij finishte alleen in de TT van Assen, die hij ook won. Hij eindigde in de WK-stand als vijftiende. In de 500cc-klasse begon hij het seizoen met de MV Agusta 500 4C. In de GP van Frankrijk werd hij slechts vijfde, bijna een minuut achter winnaar Barry Sheene en in de GP van Oostenrijk werd hij zesde, ruim een minuut achter Sheene. Omdat hij geen rechtstreeks fabriekscontract met MV Agusta had, stond het hem vrij om een andere motorfiets te gebruiken. Hij kocht een Suzuki RG 500, in de hoop dat MV de 500 4C zou verbeteren of dat de nieuwe 500 4C Boxer raceklaar zou worden. Met de Suzuki haalde hij echter nooit de finish. In de laatste race, de Grand Prix van Duitsland, trainde hij nog met de Suzuki, maar hij startte met de MV Agusta 500 4C, nu voorzien van lichtere zuigers en krukas. Het was verbazend dat de machine door de geluidskeuring kwam, maar Agostini won er de race mee. Het was de laatste overwinning van Giacomo Agostini, maar ook de laatste van een viertaktmotor en de 500cc-klasse.
Aan het einde van het seizoen maakte Yamaha bekend weer met een fabrieksteam in de 500cc-klasse te starten. Agostini en Steve Baker werden uitgenodigd, maar Agostini koos ervoor om zijn eigen team te behouden. Hij werd wel semi-fabrieksrijder, maar reed op een Yamaha TZ 500-productieracer. 

### 1977
Ago begon het seizoen 1977 met de TZ 500 en met een 350cc-prototype, de 350 driecilinder die in Nederland was ontwikkeld door Ferry Brouwer en Jerry van der Heiden. Kent Andersson was projectleider en ook Trevor Tilbury en zijspancoureur Rudi Kurth waren erbij betrokken. In de eerste twee GP's kwam Agostini niet aan de start. In de 350cc-race van de Duitse Grand Prix werd hij tweede achter Takazumi Katayama. Ze reden allebei op de driecilinders. Vanaf de GP des Nations stapte hij over op een tweecilinder Yamaha TZ 350 D, maar hij haalde er nauwelijks punten mee. Hij sloot het 350cc-kampioenschap af als achttiende. Met de TZ 500 scoorde hij podiumplaatsen in de GP des Nations en de GP van Tsjecho-Slowakije en hij werd zesde in de eindstand. 
Aan het einde van het seizoen hoopte Agostini op Suzuki's van de Italiaanse importeur, maar die gaf de voorkeur aan Gianfranco Bonera. Agostini besloot daarop om zijn carrière te beëindigen. 

### MotoGP Hall of Fame
In 2000 werd Giacomo Agostini als eerste opgenomen in de nieuwe opgerichte MotoGP Hall of Fame.

### Wereldkampioenschap wegrace resultaten
|         | 1e | 2e | 3e | 4e | 5e | 6e |
| ------- | -- | -- | -- | -- | -- | -- |
| Punten: | 8  | 6  | 4  | 3  | 2  | 1  |

|         | 1e | 2e | 3e | 4e | 5e | 6e | 7e | 8e | 9e | 10e |
| ------- | -- | -- | -- | -- | -- | -- | -- | -- | -- | --- |
| Punten: | 15 | 12 | 10 | 8  | 6  | 5  | 4  | 3  | 2  | 1   |

(Races in vet zijn polepositions; races in cursief geven de snelste ronde aan, punten (tussen haakjes) zijn inclusief streepresultaten)
| Jaar | Klasse | Team         | Motorfiets              | 1       | 2       | 3       | 4       | 5          | 6          | 7       | 8       | 9       | 10      | 11      | 12      | 13      | Punten    | Plaats | Winst |                                                        | Wereldkampioen |
| ---- | ------ | ------------ | ----------------------- | ------- | ------- | ------- | ------- | ---------- | ---------- | ------- | ------- | ------- | ------- | ------- | ------- | ------- | --------- | ------ | ----- | ------------------------------------------------------ | -------------- |
| 1963 | 250 cc | Moto Morini  | 250 Bialbero            | SPA -   | DUI -   | FRA -   | IOM -   | NED -      | BEL -      | ULS -   | DDR -   |         | NAT DNF | ARG -   | JAP -   |         | 0         | -      | 0     | Jim Redman, Honda RC 163                               |                |
| 1964 | 250 cc | Moto Morini  | 250 Bialbero            | VST -   | SPA -   | FRA -   | IOM -   | NED -      | BEL -      | DUI 4   | DDR -   | ULS -   |         | NAT 4   | JAP -   |         | 6         | 12e    | 0     | Phil Read, Yamaha RD 56                                |                |
| 1965 | 350 cc | MV Agusta    | 350 3C                  |         | DUI 1   |         |         | IOM 3      | NED 3      |         | DDR DNF | TSL DNF | ULS DNS | FIN 1   | NAT 1   | JAP 5   | 32 (34)   | 2e     | 3     | Jim Redman, Honda 2RC 172                              |                |
| 1965 | 500 cc | MV Agusta    | 500 4C                  | VST DNS | DUI 2   |         |         | IOM DNF    | NED 2      | BEL 2   | DDR 2   | TSL 2   | ULS DNS | FIN 1   | NAT 2   |         | 38 (44)   | 2e     | 1     | Mike Hailwood, MV Agusta 500 4C                        |                |
| 1966 | 350 cc | MV Agusta    | 350 3C                  |         | DUI DNF | FRA 2   | NED 2   |            | DDR 1      | TSL 2   | FIN DNF | ULS 2   | IOM 1   | NAT 1   | JAP DNS |         | 42 (48)   | 2e     | 3     | Mike Hailwood, Honda RC 173                            |                |
| 1966 | 500 cc | MV Agusta    | 500 4C                  |         | DUI 2   |         |         | BEL 1      | DDR DNF    | TSL 2   | FIN 1   | ULS 2   | IOM 2   | NAT 1   |         |         | 36 (54)   | 1e     | 3     | Giacomo Agostini, MV Agusta 500 4C/500 3C              |                |
| 1966 | 500 cc | MV Agusta    | 500 3C                  |         |         |         | NED 2   |            |            |         |         |         |         |         |         |         | 36 (54)   | 1e     | 3     | Giacomo Agostini, MV Agusta 500 4C/500 3C              |                |
| 1967 | 350 cc | MV Agusta    | 350 3C                  |         | DUI 2   |         | IOM 2   | NED 2      |            | DDR 2   | TSL 7   |         | ULS 1   | NAT DNF |         | JAP DNS | 32        | 2e     | 1     | Mike Hailwood, Honda RC 174                            |                |
| 1967 | 500 cc | MV Agusta    | 500 3C                  |         | DUI 1   |         | IOM DNF | NED 2      | BEL 1      | DDR 1   | TSL 2   | FIN 1   | ULS 20  | NAT 1   | CAN 2   |         | 46 (58)   | 1e     | 5     | Giacomo Agostini, MV Agusta 500 3C                     |                |
| 1968 | 350 cc | MV Agusta    | 350 3C                  | DUI 1   |         | IOM 1   | NED 1   |            | DDR 1      | TSL 1   |         | ULS 1   | NAT 1   |         |         |         | 32 (56)   | 1e     | 7     | Giacomo Agostini, MV Agusta 350 3C                     |                |
| 1968 | 500 cc | MV Agusta    | 500 3C                  | DUI 1   | SPA 1   | IOM 1   | NED 1   | BEL 1      | DDR 1      | TSL 1   | FIN 1   | ULS 1   | NAT 1   |         |         |         | 48 (80)   | 1e     | 10    | Giacomo Agostini, MV Agusta 500 3C                     |                |
| 1969 | 350 cc | MV Agusta    | 350 3C                  | SPA 1   | DUI 1   |         | IOM 1   | NED 1      |            | DDR 1   | TSL 1   | FIN 1   | ULS 1   | NAT DNS | ADR DNS |         | 90 (12)   | 1e     | 8     | Giacomo Agostini, MV Agusta 350 3C                     |                |
| 1969 | 500 cc | MV Agusta    | 500 3C                  | SPA 1   | DUI 1   | FRA 1   | IOM 1   | NED 1      | BEL 1      | DDR 1   | TSL 1   | FIN 1   | ULS 1   | NAT DNS | ADR DNS |         | 105 (150) | 1e     | 10    | Giacomo Agostini, MV Agusta 500 3C                     |                |
| 1970 | 350 cc | MV Agusta    | 350 3C                  | DUI 1   |         | ADR 1   | IOM 1   | NED 1      |            | DDR 1   | TSL 1   | FIN 1   | ULS 1   | NAT 1   | SPA DNS |         | 90 (135)  | 1e     | 10    | Giacomo Agostini, MV Agusta 500 3C                     |                |
| 1970 | 500 cc | MV Agusta    | 500 3C                  | DUI 1   | FRA 1   | ADR 1   | IOM 1   | NED 1      | BEL 1      | DDR 1   |         | FIN 1   | ULS 1   | NAT 1   | SPA DNS |         | 90 (150)  | 1e     | 11    | Giacomo Agostini, MV Agusta 500 3C                     |                |
| 1971 | 350 cc | MV Agusta    | 350 3C                  | OOS 1   | DUI 1   | IOM DNF | NED 1   |            | DDR 1      | TSL DNF | ZWE 1   | FIN 1   | ULS DNS | NAT DNF | SPA DNS |         | 90        | 1e     | 6     | Giacomo Agostini, MV Agusta 350 3C                     |                |
| 1971 | 500 cc | MV Agusta    | 500 3C                  | OOS 1   | DUI 1   | IOM 1   | NED 1   | BEL 1      | DDR 1      |         | ZWE 1   | FIN 1   | ULS DNS | NAT DNF | SPA DNS |         | 90 (135)  | 1e     | 8     | Giacomo Agostini, MV Agusta 500 3C                     |                |
| 1972 | 350 cc | MV Agusta    | 350 3C                  | DUI 2   | FRA 4   |         |         | IOM 1      | JOE DNF    |         |         |         |         |         |         |         | 102 (110) | 1e     | 6     | Giacomo Agostini, MV Agusta 350 3C/350 4C              |                |
| 1972 | 350 cc | MV Agusta    | 350 4C                  |         |         | OOS 1   | NAT 1   |            |            | NED 1   |         | DDR DNF | TSL DNF | ZWE 1   | FIN 1   | SPA DNS | 102 (110) | 1e     | 6     | Giacomo Agostini, MV Agusta 350 3C/350 4C              |                |
| 1972 | 500 cc | MV Agusta    | 500 3C                  | DUI 1   | FRA 1   | OOS 1   | NAT 1   | IOM 1      | JOE DNF    | NED 1   | BEL 1   | DDR 1   | TSL 1   | ZWE 1   | FIN 1   | SPA DNS | 105 (165) | 1e     | 11    | Giacomo Agostini, MV Agusta 500 3C                     |                |
| 1973 | 350 cc | MV Agusta    | 350 4C                  | FRA 1   | OOS DNF | DUI DNF | NAT 1   | IOM Boycot | JOE DNS    | NED 1   |         | TSL 2   | ZWE 2   | FIN 1   | SPA DNS |         | 84        | 1e     | 4     | Giacomo Agostini, MV Agusta 350 4C                     |                |
| 1973 | 500 cc | MV Agusta    | 500 3C                  | FRA DNF | OOS DNF | DUI DNF | NAT DNS | IOM Boycot | JOE DNS    | NED DNF | BEL 1   | TSL 1   | ZWE 2   | FIN 1   | SPA DNS |         | 57        | 3e     | 3     | Phil Read, MV Agusta 500 3C/500 4C                     |                |
| 1974 | 350 cc | Yamaha       | YZR 350                 | FRA 1   | DUI DNS | OOS 1   | NAT 1   | IOM Boycot | NED 1      |         | ZWE DNS | FIN DNS |         | JOE 1   | SPA DNF |         | 75        | 1e     | 5     | Giacomo Agostini, Yamaha YZR 350                       |                |
| 1974 | 500 cc | Yamaha       | YZR 500                 | FRA DNF | DUI DNS | OOS 1   | NAT DNF | IOM Boycot | NED 1      | BEL 2   | ZWE DNF | FIN DNS | TSL 6   |         |         |         | 47        | 4e     | 2     | Phil Read, MV Agusta 500 4C                            |                |
| 1975 | 350 cc | Yamaha       | YZR 350                 | FRA 2   | SPA 1   | OOS DNF | DUI DNF | NAT 2      | IOM Boycot | NED 4   |         |         | FIN 2   | TSL DNF | JOE DNS |         | 59        | 2e     | 1     | Johnny Cecotto, Yamaha YZR 350                         |                |
| 1975 | 500 cc | Yamaha       | YZR 500                 | FRA 1   |         | OOS DNF | DUI 1   | NAT 1      | IOM Boycot | NED 2   | BEL DNF | ZWE DNF | FIN 1   | TSL 2   |         |         | 84        | 1e     | 4     | Giacomo Agostini, Yamaha YZR 500                       |                |
| 1976 | 350 cc | Marlboro-Api | MV Agusta 350 4C        | FRA DNF | OOS DNF | NAT DNF | JOE DNF | IOM Boycot | NED 1      |         |         | FIN DNF | TSL DNF | DUI DNF | SPA DNS |         | 15        | 15e    | 0     | Walter Villa, Harley-Davidson RR 350                   |                |
| 1976 | 500 cc | Marlboro-Api | MV Agusta 500 4C        | FRA 5   | OOS 6   |         |         |            |            |         |         |         |         | DUI 1   |         |         | 27        | 7e     | 1     | Barry Sheene, Suzuki RG 500                            |                |
| 1976 | 500 cc | Marlboro-Api | Suzuki RG 500           |         |         | NAT DNF |         | IOM Boycot | NED DNF    | BEL DNF | ZWE DNS | FIN DNF | TSL DNF |         |         |         | 27        | 7e     | 1     | Barry Sheene, Suzuki RG 500                            |                |
| 1977 | 350 cc | Marlboro-Api | Yamaha 350 driecilinder | VEN -   | OOS -   | DUI 2   |         |            |            |         |         |         |         |         |         |         | 13        | 18e    | 0     | Takazumi Katayama, Yamaha driecilinder/Yamaha TZ 350 D |                |
| 1977 | 350 cc | Marlboro-Api | Yamaha TZ 350 D         |         |         |         | NAT DNF | SPA DNF    | FRA 11     | JOE DNF | NED DNF |         | ZWE 13  | FIN DNF | TSL 10  | GBR DNF | 13        | 18e    | 0     | Takazumi Katayama, Yamaha driecilinder/Yamaha TZ 350 D |                |
| 1977 | 500 cc | Marlboro-Api | Yamaha TZ 500           | VEN -   | OOS -   | DUI DNF | NAT 5   |            | FRA 2      |         | NED DNF | BEL 8   | ZWE 9   | FIN DNF | TSL 2   | GBR 9   | 37        | 6e     | 0     | Barry Sheene, Suzuki RG 500                            |                |

## Carrière als autocoureur
Tussen 1978 en 1980 reed Agostini, net als andere motorcoureurs als John Surtees en Mike Hailwood, in "single seater" auto's. Hij kwam uit voor in de Europese Formule 2 met een Chevron-B42 BMW, maar kwalificeerde zich in 1978 maar vier keer voor de race. Teleurgesteld stapte hij over naar de British Aurora Formula 1 competitie, waar hij met een eigen team en een Williams FW06-1 deelnam. In 1979 en 1980 kwam hij in deze klasse vier keer op het podium, maar hij besloot zijn auto-carrière eind 1980 te beëindigen. 

## Carrière als teammanager
In 1981 bleef het stil rond Agostini, mede omdat de British Aurora Formula 1 stopte. Vanaf de Britse Grand Prix verscheen hij regelmatig in het rennerskwartier om motorcoureurs te polsen om voor zijn nieuwe team te gaan rijden. Hij had al financiële toezeggingen van Philip Morris en helmenfabrikant AGV. In het seizoen 1982 werd het Marlboro-Agostini-team gepresenteerd, met Yamaha YZR 500-fabrieksracers en met Graeme Crosby en Graziano Rossi als rijders. Crosby eindigde als tweede in het 500cc-kampioenschap, maar Rossi scoorde geen punten. In het seizoen 1983 besloot Yamaha om zelf met Marlboro in zee te gaan. Agostini werd nu manager van het officiële fabrieksteam, als vervanger van Kel Carruthers, die wel de dagelijkse leiding behield. Kenny Roberts eindigde het kampioenschap als tweede (achter Freddie Spencer op Honda), Eddie Lawson werd vierde. Kenny Roberts stopte in het seizoen 1984 en begon ook een eigen team, hij werd vervangen door Virginio Ferrari, die echter ondermaats presteerde. Eddie Lawson werd wereldkampioen, maar Ferrari werd slechts tiende. Voor het seizoen 1985 werd Ferrari vervangen door Raymond Roche. Lawson sloot het seizoen af als tweede achter Spencer, Roche als zevende. Het boterde echter niet tussen Lawson en Agostini: ze spraken een groot deel van het seizoen niet eens met elkaar. Aan het einde van het seizoen tekende Lawson rechtstreeks met Yamaha en Marlboro, zodat hij geen zaken met Agostini hoefde te doen. Roche werd vervangen door Rob McElnea, die vijfde in het WK van seizoen 1986 werd. In het seizoen 1987 stonden Eddie Lawson, Tadahiko Taira, Rob McElnea te boek als Agostini-Marlboro-rijder, maar in de 250cc-klasse ook Luca Cadalora en Martin Wimmer. Lawson presteerde het beste, maar hij werd slechts derde in de 500cc-klasse. De problemen tussen Lawson en Agostini waren intussen bijgelegd en in het seizoen 1988 werd hij op de Agostini-Marlboro-Yamaha wereldkampioen. Taira had het team verlaten. Hij startte liever in de Yamaha-kleuren, waardoor hij niet alle WK-races hoefde te rijden en meer tijd bij zijn gezin kon doorbrengen. Hij werd vervangen door Didier de Radiguès. Aan het einde van het seizoen wilde Lawson zijn contract niet verlengen. Hij had geen probleem met Agostini, maar met teamleider Kel Carruthers, die hechte banden had met de familie van Kevin Schwantz. Carruthers had geprobeerd een contract voor Schwantz bij Agostini los te praten. Voor aanvang van het seizoen 1989 had Agostini een groot probleem. Na het vertrek van Lawson lagen alle toprijders vast bij andere teams. Agostini contracteerde Niall Mackenzie en Freddie Spencer, maar werd geconfronteerd met Spencer's voortdurende gezondheidsproblemen en na de GP van Frankrijk ontsloeg hij Spencer om Alberto Rota en Luca Cadalora op diens machine te zetten. Mackenzie, die geprofiteerd had van het gebrek aan coureurs en een hoog salaris had geëist, presteerde ook niet bijzonder goed en brak bij een val tijdens de GP van Duitsland een knieschijf. Mackenzie eindigde het seizoen als zevende, Spencer als zestiende, Cadalora als zesentwintigste. Voor het seizoen 1990 had Agostini dankzij Marlboro de grootste zak geld van alle teammanagers, maar hij kon nog steeds geen coureurs vinden. Droomkandidaat was Randy Mamola, wiens contract bij Cagiva Corse was afgelopen, maar Mamola kwam zelfs niet voor de 6 miljoen dollar die Agostini hem aanbood. Agostini kon alleen een 250cc-team formeren met Luca Cadalora en Àlex Crivillé. In het seizoen 1991 was er van het team Agostini vrijwel niets meer over. Met steun van API reed Paolo Casoli op een productie-Yamaha TZ 250, maar hij werd slechts zeventiende. In het seizoen 1992 kreeg Agostini de leiding over Cagiva Corse, met Eddie Lawson en Alex Barros als coureurs. In het seizoen 1993 reed Doug Chandler het hele seizoen op de Cagiva, maar incidenteel startten ook John Kocinski, Mat Mladin, Carl Fogarty en Juan Garriga met de machine. In het seizoen 1994 bestond het team uit Chandler en Kocinski. Die laatste eindigde als derde in het wereldkampioenschap. In het seizoen 1995 formeerde Agostini een 250cc-team met de Honda NSR 250 en met Doriano Romboni en Alessandro Gramigni als rijders. Tijdens de TT van Assen kreeg ook Wilco Zeelenberg een de machine van de geblesserde Romboni, maar hij haalde de finish niet. 

### Resultaten als teammanager
| Jaar | Klasse | Team                     | Motorfiets     | Coureur(s)                                                       | Punten        | Plaats              | Overwinningen |                                                           | Wereldkampioen |
| ---- | ------ | ------------------------ | -------------- | ---------------------------------------------------------------- | ------------- | ------------------- | ------------- | --------------------------------------------------------- | -------------- |
| 1982 | 500 cc | Marlboro-Agostini-Yamaha | Yamaha YZR 500 | Graeme Crosby Graziano Rossi                                     | 76 0          | 2e 30e              | 0 0           | Franco Uncini, Gallina-Suzuki RG 500                      |                |
| 1983 | 500 cc | Marlboro-Agostini-Yamaha | Yamaha YZR 500 | Kenny Roberts Eddie Lawson                                       | 142 78        | 2e 4e               | 6 0           | Freddie Spencer, HRC-Honda NS 500                         |                |
| 1984 | 500 cc | Marlboro-Agostini-Yamaha | Yamaha YZR 500 | Eddie Lawson Virginio Ferrari Tadahiko Taira                     | 142 22 10     | 1e 10e 16e          | 4 0           | Eddie Lawson, Marlboro-Agostini-Yamaha YZR 500            |                |
| 1985 | 500 cc | Marlboro-Agostini-Yamaha | Yamaha YZR 500 | Eddie Lawson Raymond Roche Tadahiko Taira                        | 133 50 3      | 2e 7e 21e           | 3 0           | Freddie Spencer, Rothmans-HRC-Honda NSR 500               |                |
| 1986 | 250 cc | Marlboro-Agostini-Yamaha | Yamaha YZR 250 | Martin Wimmer Tadahiko Taira                                     | 56 28         | 6e 9e               | 0 0           | Carlos Lavado, HB-Venemotos-Yamaha YZR 250                |                |
| 1986 | 500 cc | Marlboro-Agostini-Yamaha | Yamaha YZR 500 | Eddie Lawson Rob McElnea                                         | 139 60        | 1e 5e               | 6 0           | Eddie Lawson, Marlboro-Agostini-Yamaha YZR 500            |                |
| 1987 | 250 cc | Marlboro-Agostini-Yamaha | Yamaha YZR 250 | Luca Cadalora Martin Wimmer                                      | 63 61         | 7e 8e               | 0 1           | Toni Mang, Rothmans-HRC-Honda NSR 250                     |                |
| 1987 | 500 cc | Marlboro-Agostini-Yamaha | Yamaha YZR 500 | Eddie Lawson Tadahiko Taira Rob McElnea                          | 157 56 39     | 3e 6e 10e           | 5 0           | Wayne Gardner, Rothmans-HRC-Honda NSR 500                 |                |
| 1988 | 250 cc | Marlboro-Agostini-Yamaha | Yamaha YZR 250 | Luca Cadalora                                                    | 136           | 6e                  | 2             | Sito Pons, Campsa-Honda NSR 250                           |                |
| 1988 | 500 cc | Marlboro-Agostini-Yamaha | Yamaha YZR 500 | Eddie Lawson Didier de Radiguès                                  | 252 120       | 1e 7e               | 7 0           | Eddie Lawson, Marlboro-Agostini-Yamaha YZR 500            |                |
| 1989 | 250 cc | Marlboro-Agostini-Yamaha | Yamaha YZR 250 | Luca Cadalora                                                    | 127           | 5e                  | 2             | Sito Pons, Campsa-Honda NSR 250                           |                |
| 1989 | 500 cc | Marlboro-Agostini-Yamaha | Yamaha YZR 500 | Niall Mackenzie Freddie Spencer Luca Cadalora Alberto Rota       | 103 38½ 8 3   | 7e 16e 27e 38e      | 0 0           | Eddie Lawson, Kanemoto Racing-Rothmans-HRC-Honda NSR 500  |                |
| 1990 | 250 cc | Marlboro-Agostini-Yamaha | Yamaha YZR 250 | Luca Cadalora Àlex Crivillé                                      | 184 76        | 3e 11e              | 3 0           | John Kocinski, Marlboro-Roberts-Yamaha YZR 250            |                |
| 1991 | 250 cc | Team Agostini-API        | Yamaha TZ 250  | Paolo Casoli                                                     | 65            | 10e                 | 0             | Luca Cadalora, Kanemoto Racing-Rothmans-HRC-Honda NSR 250 |                |
| 1992 | 500 cc | Cagiva Team-Agostini     | Cagiva C591    | Eddie Lawson Alex Barros                                         | 56 29         | 9e 13e              | 0 0           | Wayne Rainey, Marlboro-Roberts-Yamaha YZR 500             |                |
| 1993 | 500 cc | Cagiva Team-Agostini     | Cagiva C593    | Doug Chandler John Kocinski Mat Mladin Carl Fogarty Juan Garriga | 83 51 45 13 7 | 10e 11e 13e 23e 25e | 0 0           | Kevin Schwantz, Team Lucky Strike-Suzuki RGV 500          |                |
| 1994 | 500 cc | Cagiva Team-Agostini     | Cagiva C594    | John Kocinski Doug Chandler                                      | 172 96        | 3e 9e               | 1 0           | Mick Doohan, HRC-Honda NSR 500                            |                |
| 1995 | 250 cc | Honda-Team-Agostini      | Honda NSR 250  | Doriano Romboni Alessandro Gramigni Wilco Zeelenberg             | 75 11 0       | 9e 23e -            | 1 0           | Max Biaggi, Chesterfield-Aprilia RSV 250                  |                |

## Trivia

### MV Agusta en de Italianen
Toen Mike Hailwood in 1966 vertrok naar Honda waren de Italiaanse fans daar niet rouwig om. Voor het eerst werd een Italiaan de belangrijkste rijder bij MV Agusta. Tot dat moment had MV wel vaak Italianen in dienst gehad, voor het Italiaans kampioenschap en als ondersteuning van een buitenlander: Umberto Masetti speelde tweede viool achter John Surtees, Remo Venturi achter Surtees, John Hartle en Mike Hailwood en Emilio Mendogni achter Surtees. Toch was de keuze voor Britse rijders voor alle Italiaanse merken niet vreemd. Met een beperkt aantal races in het WK was elke race belangrijk en de Britten kenden de Snaefell Mountain Course op het eiland Man. Die was zestig kilometer lang en moeilijk om te leren. 

### La dama bianca
Gwen Crellin was een van de weinige vrouwelijke marshals van de Snaefell Mountain Course, het stratencircuit van de Manx Grand Prix en de Isle of Man TT. Terwijl haar mannelijke collega's witte stofjassen droegen, droeg Gwen een wit broekpak. Zij hield altijd open huis voor de coureurs, zowel beginnelingen die tijdens hun eerste verkenningen bij haar huis thee kregen, als voor gestrande coureurs die zelfs een complete maaltijd op tafel vonden. Giacomo werd een goede vriend en noemde haar "Dama bianca" (dame in het wit). Toen hij in 2003 een ererondje op Man reed verzuimde hij niet om bij haar cottage Coan Buigh (net voorbij Ballaugh) te stoppen en de 86-jarige Gwen een zoen te geven.

### Motorsporter van de eeuw: Mike Hailwood
Eind 1999 organiseerde journalist Roland Brown een verkiezing om de beste motorfiets, de belangrijkste motorman en de beste motorcoureur van de twintigste eeuw. Hieraan deden de redacties van de twintig belangrijkste motorbladen en de topcoureurs mee. Agostini gaf zijn stem aan Mike Hailwood, die de verkiezing ook won. De beste motorfiets werd de Honda CB 750 en de belangrijkste motorman Soichiro Honda. 